# Væleren
Væleren est un lac norvégien situé dans la forêt de Holleia au nord-ouest de Tyrifjorden, dans la commune de Ringerike, comté de Buskerud. Il est source d'eau potable pour Tyristrand. Il est alimenté par la rivière Svartvannselva qui se jette dans Væleren par le nord. Tout près se trouve également les lacs  de Grytingen et Ullerentjern. Le lac s'écoule ensuite dans la rivière Vælerelva qui rejoint ensuite les rivières Skjærsjøelva et Aklangselva pour former la rivière Skjærdalselva. Le réseau de drainage  Skjærdalsvassdraget s'écoule dans le Tyrifjorden à Skjærdalen.

Væleren a plusieurs îles. Les plus importantes sont, du nord au sud, Geitøya, Flatøya, Lomøya et Høgøya.

## Zone de protection du biotope de Væleren
La zone de protection du biotope de Væleren (10,6 hectares) a été créé par le 22. Juin 2018 et fait partie de la  Zone de conservation des oiseaux de Tyrifjorden.